# نصف دولار معرض كاليفورنيا والمحيط الهادئ الدولي
نصف دولار معرض كاليفورنيا والمحيط الهادئ الدولي، ويسمى أحيانًا نصف دولار كاليفورنيا والمحيط الهادئ أو نصف دولار سان دييغو، هو قطعة تذكارية بقيمة خمسين سنتًا سُكت بواسطة مكتب سك العملة الأمريكي في عامي 1935 و1936. صمم روبرت إنجرسول أيتكين العملة المعدنية. يصور وجه العملة مينيرفا وعناصر أخرى من ختم كاليفورنيا؛ يُظهر الوجه الآخر مباني من معرض كاليفورنيا والمحيط الهادئ الدولي (أقيم في الفترة 1935-1936)، والذي صدرت العُملة لتكريمه.
مُرر التشريع الخاص بنصف الدولار عبر الكونغرس دون معارضة في أوائل عام 1935، عُين أيتكين لتصميمه. بمجرد الموافقة على ابتكاره، أنتجت دار سك العملة في سان فرانسيسكو 250 ألف قطعة نقدية، لم تتحقق المبيعات المتوقعة. وبعد أن تبقى لديهم أكثر من 180 ألف قطعة غير قادرة على بيعها، عادت لجنة المعرض إلى الكونغرس للحصول على مزيد من التشريعات لتتمكن من إعادة القطع غير المباعة والحصول على عُملات معدنية جديدة، مؤرخة عام 1936، على أمل تحقيق مبيعات أكبر في السنة الثانية من المعرض. رغم نجاح اللجنة في تمرير التشريع، إلا أنها لم تنجح في بيع العُملات المعدنية، أعيدت 150 ألف قطعة تعود إلى عام 1936 إلى دار سك العُملة. وتباع العُملات المعدنية، من أي تأريخ، اليوم بمئات الدولارات.

## الخلفية والتفويض
كان معرض كاليفورنيا والمحيط الهادئ الدولي معرضًا عالميًا أقيم في حديقة بالبوا في سان دييغو في عامي 1935 و1936. هذا المعرض واحدًا من أكبر المعارض من نوعه، أقيم على 1,400 أكر (570 ها) من الأرض، وتكلفتها 20 مليون دولارًا. استقطب المعرض نحو 3.75 مليون زائر خلال فترة عرضه التي استمرت عامين.
في ذلك الوقت، لم تكن الحكومة تبيع العملات التذكارية- كان الكونغرس، عند الموافقة على التشريعات، يعين عادةً منظمة لها الحق الحصري في شرائها بالقيمة الاسمية وبيعها للجمهور مقابل علاوة. في حالة نصف دولار معرض كاليفورنيا باسيفيك، كانت شركة معرض كاليفورنيا باسيفيك الدولي

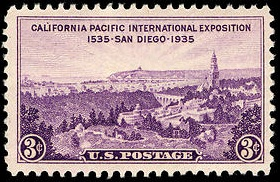
طابع بريدي بقيمة ثلاثة سنتات صادر عن إدارة البريد بالولايات المتحدة بمناسبة المعرض، عام 1935

في 19 فبراير/شباط 1935، قَدم جورج بيرنهام من ولاية كاليفورنيا مشروع قانون بقيمة نصف دولار لمعرض كاليفورنيا للمحيط الهادئ إلى مجلس النواب. وأُحيل إلى لجنة العملات والأوزان والمقاييس. وفي الثاني عشر من أبريل/نيسان، قَدم جون جيه كوشران من ولاية ميسوري، القائم بأعمال رئيس تلك اللجنة، تقريرًا إلى مجلس النواب يتضمن توصية بإقرار مشروع القانون بعد إدخال تعديلات فنية بسيطة. نص مشروع القانون على إصدار حد أقصى قدره 250 ألف نصف دولار. وأشار كوشران إلى أن النائب بيرنهام ظهر أمام اللجنة، مؤكداً أنه لن تكون هناك أي تكاليف على الحكومة، أرسل خطاباً يفيد بذلك (كما ورد في التقرير). كتب بيرنهام أن المعرض شهد مشاركة كبيرة من جانب الحكومة الفيدرالية، وكان مسؤولوها يتوقعون حضور ما بين سبعة إلى عشرة ملايين شخص. في اليوم التالي، نظر مجلس النواب في مشروع القانون الذي اقترحه كوشران، وأقر التعديل الموصى به وأقر مشروع القانون نفسه دون أي مناقشة.
تلقى مجلس الشيوخ مشروع القانون في 15 أبريل/نيسان، وأحاله إلى لجنة البنوك والعملة. في 23 أبريل/نيسان، أوصت اللجنة، من خلال رئيسها، دنكان يو فليتشر من فلوريدا، بإقرار مشروع القانون، مع تقرير مماثل لتقرير مجلس النواب. في 26 أبريل/نيسان، أقر مجلس الشيوخ مشروع القانون بناءً على اقتراح فليتشر دون أي مناقشة أو معارضة. وقّع الرئيس فرانكلين د. روزفلت عليها في 3 مايو/أيار 1935.

## التحضير والتصميم
كتب السيناتور الكاليفورني ويليام جي ماكادو، وزير الخزانة السابق في عهد وودرو ويلسون، إلى وزير الخزانة الحالي هنري مورجنثاو، مقترحًا أن يظهر الرئيس الراحل على نصف الدولار؛ رد مورجنثاو واصفًا الفكرة بأنها "مثيرة للاهتمام" واقترح توجيهها إلى لجنة المعرض، التي كانت مسؤولة عن تأمين التصاميم. أفاد عدد يناير/كانون الثاني 1935 من مجلة The Numismatist (مجلة الجمعية الأمريكية لعلم العملات)، وذهبت إلى المطبعة قبل الإجراءات التي اتخذها الكونغرس، بوجود خطط لإصدار 50 ألف دولار فضي و150 ألف عُملة نصف دولار تصور الرئيس روزفلت.

ختم ولاية كاليفورنيا

عُين النحات روبرت أيتكين، مبتكر العُملات التذكارية الأخرى بما في ذلك إصدار بنما باسيفيك بقيمة 50 دولارًا، لتصميم نصف دولار كاليفورنيا باسيفيك. قدم نماذج الجبس إلى لجنة الفنون الجميلة، المكلفة بموجب أمر تنفيذي أصدره الرئيس وارن جي. هاردينج عام 1921 بتقديم توصيات بشأن الأعمال الفنية العامة، بما في ذلك العملات المعدنية. تولى عضو اللجنة النحات لي لوري زمام المبادرة في فحص النماذج، ووافق عليها في 5 يوليو/تموز 1935، على الرغم من أن لوري شكك في قانونية وجود عُملات معدنية لا تحتوي على شعاري LIBERTY و E PLURIBUS UNUM. أضاف أيتكين بعد ذلك LIBERTY إلى الوجه الأمامي. بعد الموافقة النهائية، شُحن النماذج إلى شركة Medallic Art Company في نيويورك لتصغيرها إلى محاور بحجم العملات المعدنية، والتي أُرسلت بعد ذلك إلى دار سك العملة في فيلادلفيا، حيث تُصنع القوالب العاملة. وشُحنت هذه القوالب بدورها إلى دار سك العملة في سان فرانسيسكو.

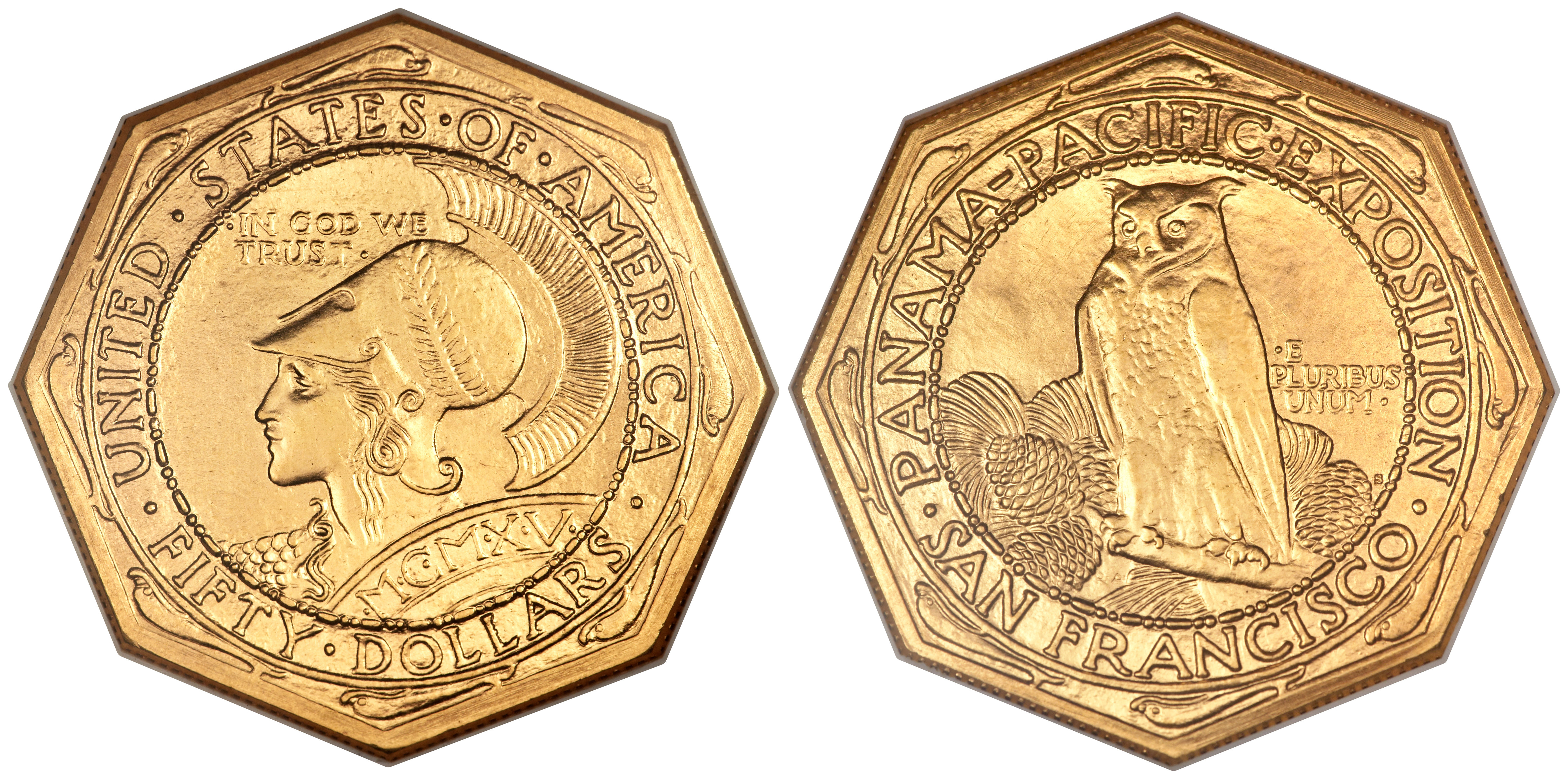
كما تصور القطعة المعدنية المثمنة من فئة 50 دولارًا من تصميم أيتكين، والتي تعد جزءًا من إصدار العملة التذكارية لبنما والمحيط الهادئ عام 1915، مينيرفا أيضًا.

يظهر على وجه عُملة أيتكين عناصر من ختم ولاية كاليفورنيا مع تصوير مينيرفا جالسة. ترتدي خوذة وتحمل عصا بيدها اليمنى، بينما تستقر يدها اليسرى على درع مكتوب عليه EUREKA. يوجد على الدرع أيغيس يحمل رأس ميدوسا؛ وبين الإلهة والدرع يوجد قرن مليء بالمنتجات، يرمز إلى الموارد الهائلة التي تمتلكها كاليفورنيا. يوجد دب رمادي على يسار مينيرفا. خلفهم، في المسافة، توجد سفينة شراعية ومنجم ذهب، مع تلال سييرا مادري في الخلفية. يحيط اسم الدولة المصدرة والفئة بالتصميم المركزي، مع LIBERTY تحت اسم مينيرفا. يظهر الوجه الخلفي مبنيين شُيدا للمعرض، وجزء من مباني ولاية كاليفورنيا في المعرض، برج كاليفورنيا، وكنيسة القديس فرانسيس (متحف الولايات المتحدة اليوم). يقال إن المخطط المحيط بالمباني يشير إلى هندسة البعثة الإسبانية، لكن أنتوني سواتيك ووالتر برين، في كتابهما عن العُملات التذكارية، حدداها على أنها كنز موجود على بعض العُملات الذهبية التي تعود إلى العصور الوسطى. يحيط اسم المعرض بالتصميم، مع التأريخ، IN GOD WE TRUST (الذي توجد تحته علامة دار سك العملة) SAN DIEGO بين المباني.

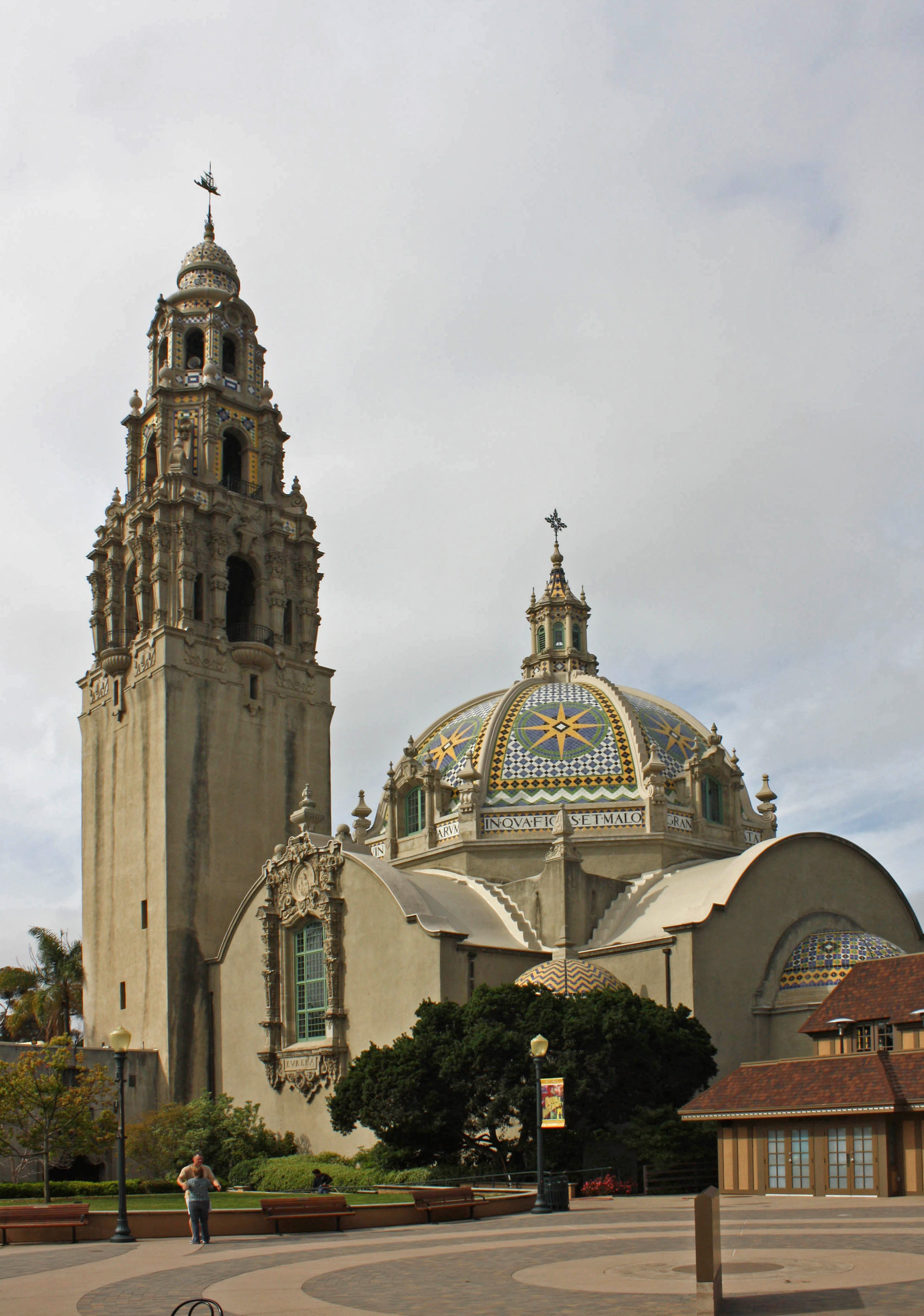
برج كاليفورنيا وكنيسة القديس فرانسيس، منتزه بالبوا ، سان دييغو

وصف مؤلف علم العُملات دون تاكساي نصف الدولار بأنه "عملة مميزة فنياً"، وقال عن ظهرها: "لا أستطيع أن أفكر في زخارف معمارية أخرى تعامل معها بنجاح كبير على عملة أمريكية." أعجب مؤرخ الفن كورنيليوس فيرمول بنصف دولار كاليفورنيا باسيفيك، واعتبر مينيرفا "أحد أقوى استخدامات الشكل المواجه في الفن النقدي الأمريكي". اعتبر أيتكين أن تصميمه متأثر بالواجهات الأمامية والأعمال الأخرى التي نحتها خلال عشرينيات وثلاثينيات القرن العشرين، بما في ذلك الواجهة الأمامية لمبنى المحكمة العليا للولايات المتحدة. شعر أن تصوير المباني على الوجه الخلفي كان "جيدًا بما يكفي لما يتظاهر بإظهاره"، أشار إلى أن أسلوب الأحرف الأولى من اسم الفنان قلده جيلروي روبرتس عند توقيعه على وجه نصف دولار كينيدي (1964) أشار فيرمول إلى أن الحروف "تؤكد قوة وتوازن التجربة البصرية الشاملة".

## الإنتاج والتوزيع والتجميع
سُك 250,132 قطعة نقدية في سان فرانسيسكو في أغسطس/آب 1935. أُرسل 132 عينة إلى فيلادلفيا واحتفظ بها للفحص والاختبار في اجتماع لجنة التحليل عام 1936. أُرسل الـ 250 ألف قطعة نقدية المتبقية من سان فرانسيسكو إلى فرع بنك أوف أميركا في سان دييغو، الذي تولى التوزيع، وطُرحت للبيع في المعرض في 12 أغسطس/آب بسعر دولار واحد لكل قطعة. على الرغم من الدعاية الكبيرة، لم تُباع سوى 68000 نسخة، مع وجود 2000 نسخة أخرى تحتفظ بها سلطات المعرض.
على الرغم من أن جمع العُملات التذكارية (والاستثمار فيها) أصبح شائعًا في عام 1935، فإن سك ربع مليون عُملة، وهو عدد يفوق بكثير بعض الإصدارات الأخرى في تلك الحقبة، كان يعني أن المستثمرين غير مبالين بإصدار كاليفورنيا باسيفيك. مع توقف مبيعات العملة المعدنية من فئة نصف دولار لعام 1935-S ، كانت لجنة المعرض على دراية تامة بهذه المشكلة. وبناء على ذلك، سعوا إلى الحصول على الإغاثة من الكونغرس في شكل قانون يسمح لهم بإعادة نصف الدولارات غير المباعة مقابل نصف دولارات جديدة، مؤرخ في عام 1936. يَنظر هواة جمع العُملات إلى هذا باعتباره صنفًا جديدًا وربما يشترون كليهما، كما أن إذابة العُملات المسترجعة من شأنها أن تقلل العرض وتزيد (على أمل) من جاذبية عينات 1935-S المتبقية.
 
في حوالي ذلك الوقت [أواخر عام ١٩٣٥]، أصبح جامعو العملات التذكارية في جميع أنحاء البلاد أكثر وعيًا بأرقام العملات. ولفترة من الزمن، كانت أرقام العملات تحدد قيم البيع بالتجزئة. وكانت التراخيص الكبيرة تعني توافرًا هائلاً من العملات المتداولة، وهو ما كان سيقلل من قيمتها بالنسبة لجامع العملات التذكارية أو لرفيقه الجديد، مضارب العملات التذكارية.

—ديفيد م. بولوا، العملات التذكارية للولايات المتحدة ١٨٩٢-١٩٣٨ (١٩٣٨)، ص ١٢٤.
بناءً على ذلك، في 6 يناير/كانون الثاني 1936، قدم عضو الكونغرس بيرنهام تشريعًا لتحقيق هذه الغاية. وفي السابع عشر من فبراير/شباط، قدمت اللجنة تقريرها عبر أندرو سومرز من نيويورك، مشيرة إلى أن مشروع القانون ينص على أن التبادل دون أي تكاليف على الولايات المتحدة، أوصت بإقراره. عرض بيرنهام المسألة على مجلس النواب في السادس عشر من مارس/آذار، سأل جيسي وولكوت من ميشيغان كيف يمكن إجراء التبادل دون أن تتحمل الحكومة تكاليفه، أكد بيرنهام أن لجنة المعرض سوف تتحمل جميع التكاليف. وأوضح أن العُملات المعدنية وصلت في وقت متأخر من العام ولم يكن هناك وقت لبيع الكثير منها. ولم تكن هناك أسئلة أخرى، ووافق على مشروع القانون في مجلس النواب دون اعتراض.
في 17 أبريل/نيسان، قدمت لجنة مجلس الشيوخ تقريرها، مضيفة أحكامًا تتطلب أن يكون تأريخ العُملات المعدنية هو 1936، بغض النظر عن وقت سكها، وأن تُنتج في دار سك واحدة فقط، يختارها مدير دار السك، بما يتماشى مع فواتير العُملات التذكارية الأخرى التي كانت اللجنة تبلغ عنها. لاحظ مؤلف علم العُملات المبكر ديفيد إم. بولووا أن هذه الأحكام، المصممة لمنع إنشاء الأصناف، أُدرجت في مشروع قانون أنشأ بدوره صنفًا جديدًا. ونظر مجلس الشيوخ في مشروع القانون في 24 أبريل/نيسان، وعُدل وأُقر دون مناقشة أو معارضة. وبما أن النسختين اللتين أُقرا لم تكونا متطابقتين، عاد مشروع القانون إلى مجلس النواب، حيث وافق المجلس في 27 أبريل/نيسان، بناءً على اقتراح بيرنهام، دون مناقشة أو معارضة، على تعديلات مجلس الشيوخ. وقّع الرئيس روزفلت على مشروع القانون في 6 مايو/أيار.
كتب جي أوبري ديفيدسون، رئيس لجنة المعرض، إلى القائمة بأعمال مدير دار سك العُملة ماري إم. أوريلي في 16 مايو/أيار 1936، طالبًا أن تُسك العُملات المعدنية (التي من المقرر أن تُسك في دار سك العملة في دنفر وتحمل علامة سك العملة "D") في أسرع وقت ممكن، حيث كان من المتوقع حضور كثيف في المعرض حول يوم الذكرى في نهاية شهر مايو/أيار. أدى الإنتاج في دار سك العملة في دنفر إلى جعل نصف دولار كاليفورنيا باسيفيك أول عُملة تذكارية تُسك في سان فرانسيسكو ودنفر، وليس في فيلادلفيا. إنه التذكاري الوحيد الذي يعود تأريخه إلى ما قبل عام 1954 ويتمتع بهذا التميز. أنتج ما مجموعه 180,092 من عملة 1936-D، وهو ما يمثل العدد الذي أُرجع (الحد الأقصى المسموح به) بالإضافة إلى 92 عملة تحليلية. طُرحت العملات المعدنية الجديدة للبيع بسعر 1.50 دولارًا لكل منها.

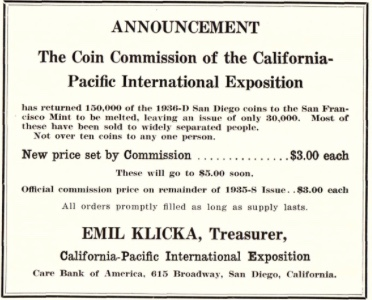
إعلان عن نصف الدولار، 1937

ارتفعت أسعار العديد من العملات التذكارية ارتفاعًا حادًا في عام 1936، وبسبب ارتفاع عدد العملات المعدنية من 1935-S و1936-D نسبيًا، بيعت عملات كاليفورنيا باسيفيك بشكل سيئ، وعندما أغلق المعرض في أواخر عام 1936، بيع أقل من 30000 من عُملات 1936-D. في 27 يناير/كانون الثاني 1937، كتب ديفيدسون إلى مديرة دار سك العملة، نيللي تايلو روس، يطلب منها السماح بإرجاع نحو 150 ألف قطعة نقدية لاسترداد الأموال، وأرجع السبب في ذلك إلى وجود فترة قصيرة نسبيا لبيعها. بمجرد أن منحت دار سك العملة الإذن، قامت لجنة المعرض بوضع القطعتين 1935-S و1936-D اللتين حجبتهما عن بوتقة الانصهار للبيع بسعر 3 دولارات لكل منهما. في كتابه الصادر عام 2012 حول التذكارات، ذَكر سوياتيك أن زيادة الأسعار بهدف "إيهام الناس بالطلب وندرة هذه التذكارات في المستقبل. لكن هذا لم يُفلح".
في عام 1938، عرض إميل كليكا، أمين صندوق المعرض، لوحة 1936-D للبيع بسعر دولار واحد لكل منها، مع حد أقصى عشرة لوحات. كانت العُملات المعدنية لعام 1935-S متاحة بسعر 2 دولار. احتفظ المطلعون بمخزون كبير من العُملات النقدية من كلا التأريخين لعقود من الزمن، بما في ذلك حيازة 31050 عملة من عام 1935-S، وهو ما يعادل ما يقرب من نصف العُملات النقدية الموجودة. انتشرت هذه الجماعات تدريجيًا من الستينيات إلى الثمانينيات. في عام 1962، كانت قيمة العُملة المعدنية 1935-S هي 9 دولارات في حالة غير متداولة، وقيمة العُملة المعدنية 1936-D هي 11 دولارًا. تُدرج طبعة الكتاب الأحمر (دليل عملات الولايات المتحدة) المنشورة في عام 2018 عملة 1935-S بسعر يتراوح بين 100 و160 دولارًا، اعتمادًا على الحالة، مع عملة 1936-D بسعر يتراوح بين 100 و225 دولارًا. بيعت عملة موديل 1935-S بحالة شبه نقية في مزاد عام 2014 مقابل 4994 دولارًا.

## ملحوظات
1. ↑  Dated 1935 with mint mark S for the San Francisco Mint, thus 1935-S.